# Lobaceve, Stanîcino-Luhanske
Lobaceve (în ucraineană Лобачеве) este un sat în comuna Mîkolaiivka din raionul Stanîcino-Luhanske, regiunea Luhansk, Ucraina.

## Demografie
Componența lingvistică a localității Lobaceve
     Rusă (88,13%)
     Ucraineană (10,31%)
     Alte limbi (0,31%)
Conform recensământului din 2001, majoritatea populației localității Lobaceve era vorbitoare de rusă (88,13%), existând în minoritate și vorbitori de ucraineană (10,31%).